# 779
| [ Edytuj tabelę ]          |                                         |
| Król Asturii               | - 774 Silo 783                          |
| Cesarz Bizancjum           | - 775 Leon IV Chazar 780                |
| Chan Bułgarii              | - 777 Kardam 803                        |
| Cesarz Chin                | - 762 Tang Daizong 779                  |
| Król Essexu                | - 758 Sigeric 798                       |
| Król Franków               | - 768 Karol Wielki 814                  |
| Cesarz Japonii             | - 770 Kōnin 781                         |
| Kalif                      | - 775 Al-Mahdi 785                      |
| Patriarcha Konstantynopola | - 766 Nicetas I 780                     |
| Król Mercji                | - 757 Offa 796                          |
| Król Nortumbrii            | - 774 Etelred I 779 - 779 Elfwald I 788 |
| Papież                     | - 772 Hadrian I 795                     |
| Doża Wenecji               | - 764 Maurizio Galbaio 787              |
| Król Wessexu               | - 757 Cynewulf 786                      |

Rok 779 / DCCLXXIX
stulecia: VII wiek ~
VIII wiek ~
IX wiek

lata: 769 «
774 «
775 «
776 «
777 «
778 «
779
» 780
» 781
» 782
» 783
» 784
» 789

## Urodzili się
- Agobard – teolog, pisarz kościelny, arcybiskup Lyonu
- Ibrahim ibn al-Mahdi – arabski książę, kompozytor i poeta
- Jia Dao – chiński poeta i mnich buddyjski
- Yuan Zhen – polityk z dynastii Tang

## Zmarli
- Da Zong – cesarz z dynastii Tang
- Sturmiusz z Fuldy – benedyktyński opat; rzymskokatolicki, prawosławny i anglikański święty
- Ethelred I – król wschodniej Anglii